# Ataque aéreo ao prédio do governo de Mykolaiv
Em 29 de março de 2022, as forças russas atacaram a sede da administração regional de Mykolaiv durante a Batalha de Mykolaiv.

## Ataque aéreo
O ataque de míssil deixou metade do edifício destruído, deixando um enorme buraco dentro da estrutura do edifício e provocando vários incêndios. O gabinete do prefeito foi destruído. O ataque aéreo deixou 37 mortos e 34 feridos.
O governador Vitaliy Kim dormiu demais naquela noite, impedindo-o de ir trabalhar e salvando sua vida. O prefeito disse que oito pessoas ainda estão presas sob os escombros e três soldados continuam desaparecidos.
O presidente ucraniano Volodymyr Zelenskyy confirmou relatos sobre o ataque aéreo pouco depois em um vídeo ao Folketing dinamarquês.